# Michael Everson
Michael Everson (ur. 1963 w Norristown, Pensylwania) – amerykańsko-irlandzki typograf i językoznawca, specjalista w dziedzinie komputerowego kodowania systemów pisma. Wniósł wkład w rozwój standardu Unicode.
Jest absolwentem Uniwersytetu Kalifornijskiego w Los Angeles.